# Château de Tilly Maison-Rouge (Saint-Fargeau-Ponthierry)
Pour les articles homonymes, voir Maison-Rouge, Tilly et Saint-Fargeau.
Le château de Maison-Rouge, dit également château de Tilly, ou bien encore château de Tilly Maison-Rouge, est un château disparu anciennement situé sur la commune de Saint-Fargeau-Ponthierry. Il n'en reste que quelques murs de soutènement au niveau du côteau pentu descendant vers la Seine.

## Histoire
Saint-Fargeau formait une baronnie avec Tilly-Maison-Rouge.
Comme en atteste un texte de 1485, c’est tout d’abord une communauté catholique, celle des Chartreux de Vauvert, dont le couvent
occupait l’emplacement actuel du jardin du Luxembourg à Paris, qui possédait ces terres à Tilly. À la fin du XVe siècle, au niveau
de Maison Rouge, on recensait un hôtel seigneurial et une habitation « en mauvais état », ainsi qu’un port sur la Seine. Ainsi est née la Seigneurie de Tilly.
Un premier grand et ancien château était édifié sur la plaine, au-dessus de la vallée sinueuse creusée par la Seine.
Il était situé sur la route royale qui reliait Paris à Fontainebleau.
Il est faux de dire qu' Henri IV fit élever un nouveau château pour Gabrielle d'Estrées, nommés à tort au XIXe siècle les "pavillon des bains". Cette légende liant Maison-Rouge à Gabrielle d'Estrées provient sans doute de la comparaison des constructions avec le château neuf de Saint-Germain, liant Henri IV et sa maîtresse. Ces deux pavillons de plaisance constituaient des pavillons du bord de l'eau, à l'imitation des deux pavillons encadrant la Grotte du château de Meudon. Il s'agit des deux pavillons voisins des grottes, aménagés sur le coteau, ensemble qui constituait une réplique miniature du château-neuf de Saint-Germain-en-Laye. Le tracé des Grottes de Tilly Maison-Rouge paraît avoir inspiré les cascades du château de Juvisy, et notamment les monumentales Grottes adossées à la coline.
En effet, c’est Nicolas Le Jay (1573-1640), président de la Grande Chambre du Parlement (1613-1630), premier président au Parlement (1630-1636) et garde des Sceaux (1636-1640), mais également ses descendants, qui agrandirent ensuite progressivement le domaine seigneurial qui, de la route de Fontainebleau à la Seine, s’étendit petit à petit à Saint-Fargeau, La Guiche et les Salles.
Le grand château principal, qualifié de « merveille », était composé de quatre pavillons reliés par des corps de logis, encadrant deux cours, où se trouvaient écuries, colombier, prison, pressoir, foulerie, celliers… En outre, un verger et un potager, clos de
murs, complétaient la façade sud au niveau des premières maisons actuelles de Tilly. Sur le domaine seigneurial, dominant la Seine, on comptait bien évidemment aussi de nombreuses vignes à flancs de coteaux. Le vin de Tilly était réputé.
Après la famille Le Jay, les nouveaux propriétaires amorcèrent le déclin de la seigneurie de Tilly Maison Rouge vers la fin du 18e siècle. Hélie de Talleyrand, prince de Chalais, notamment, détruisit le château et ses terrasses pour réutiliser les matériaux pour la rénovation du château du Coudray. Les bains de la Belle Gabrielle disparurent mais la source coule toujours… Une reconstitution, en réduction, des beaux escaliers en croissant du château de Maison Rouge pourrait encore être admirée dans le parc du Bas Coudray si elle n’était pas envahie par la végétation…
Aujourd'hui tous les bâtiments ont disparu, le site n'a jamais été fouillé, et quelques plans et gravures donnent des informations sur l'ancien complexe architectural. Perdus au milieu des champs, ne subsistent plus en 2025 que quelques vestiges de murs délabrés, des fossés et quelques pavés massifs éparpillés ici et là.

## Galerie

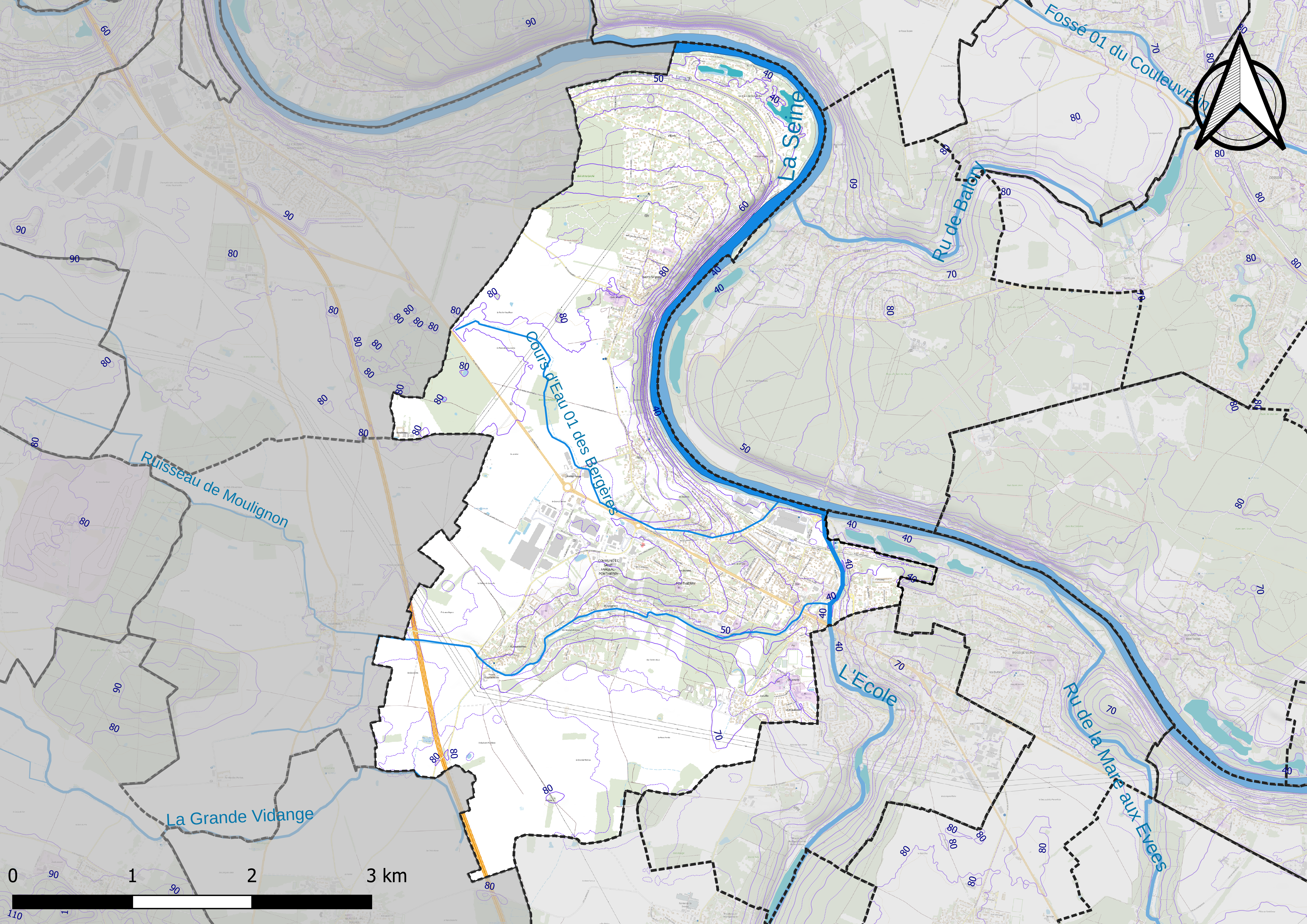
77407-Saint-Fargeau-Ponthierry - Relief-PlanIgn
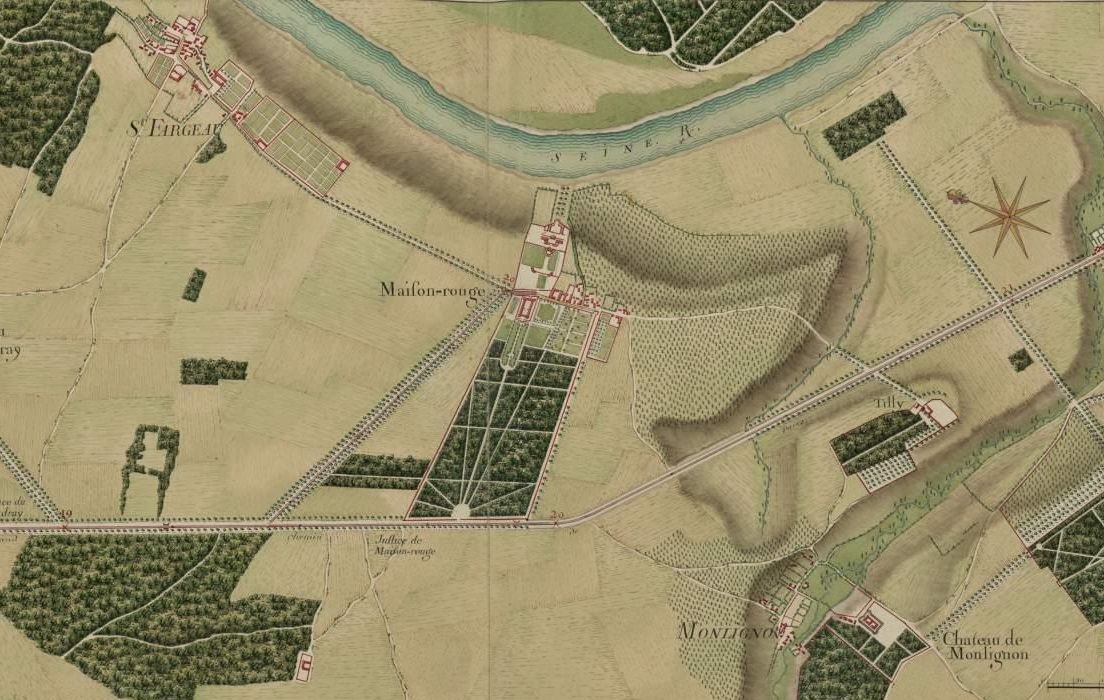
Détail du plan Trudaine sur le domaine de Tilly Maison-Rouge, avec les constructions bien mises en évidence, XVIIIe siècle
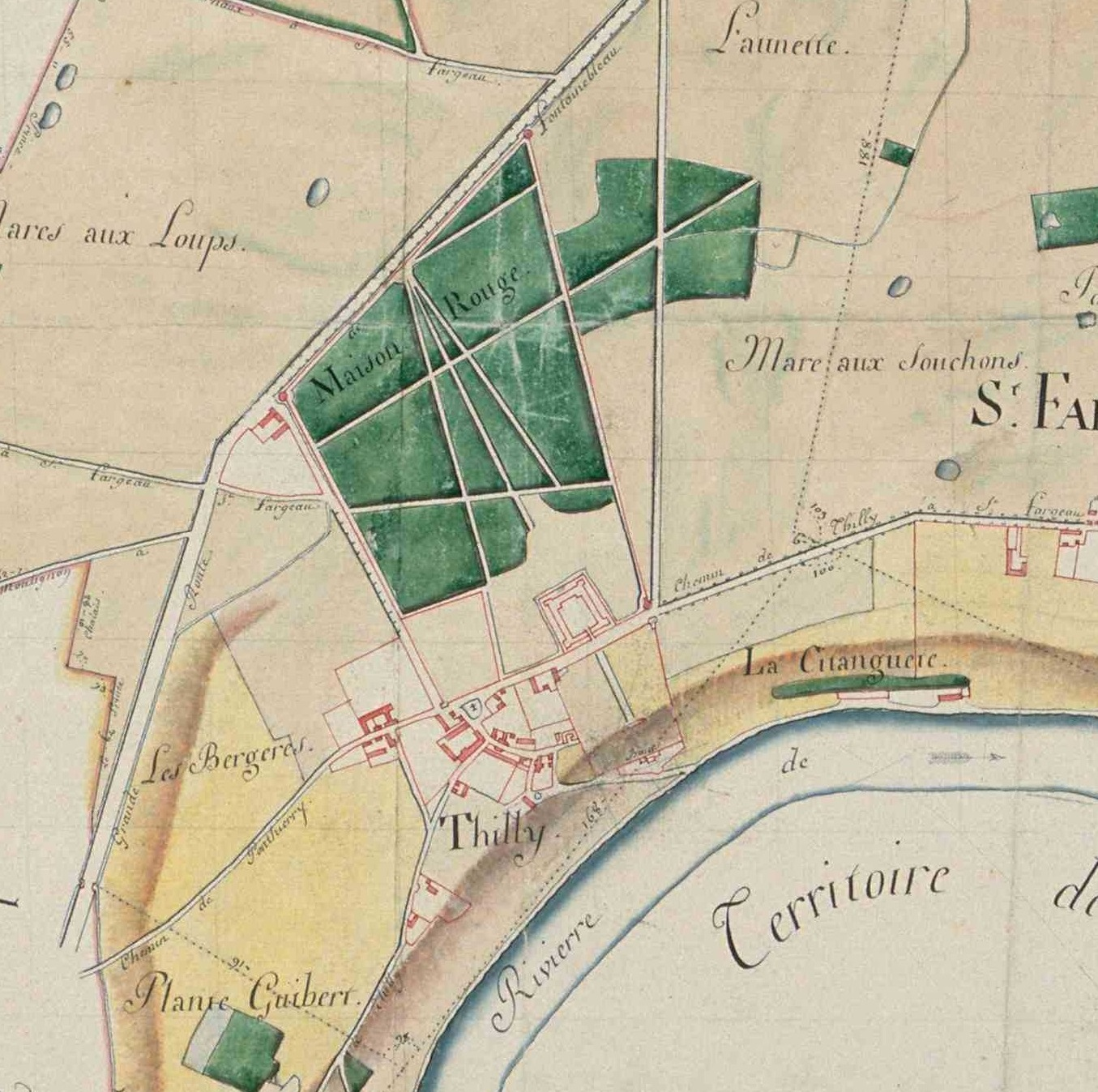
Détail du plan d'intendance de Saint-Fargeau-Ponthierry, XVIIIe siècle, avec le plan du château de Tilly Maison-Rouge
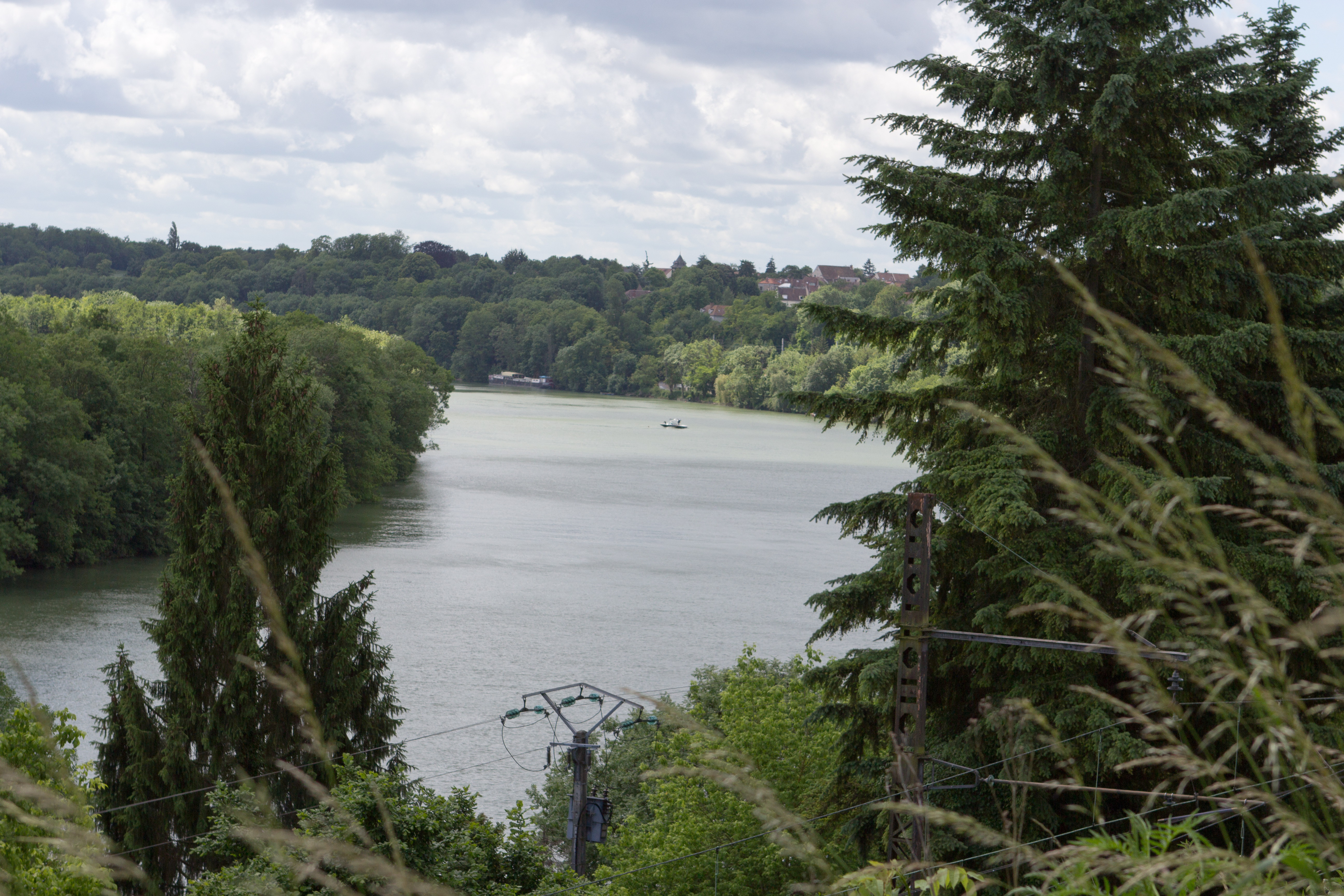
Photographie de la Seine à Saint-Fargeau-Ponthierry

## Restitution 3D

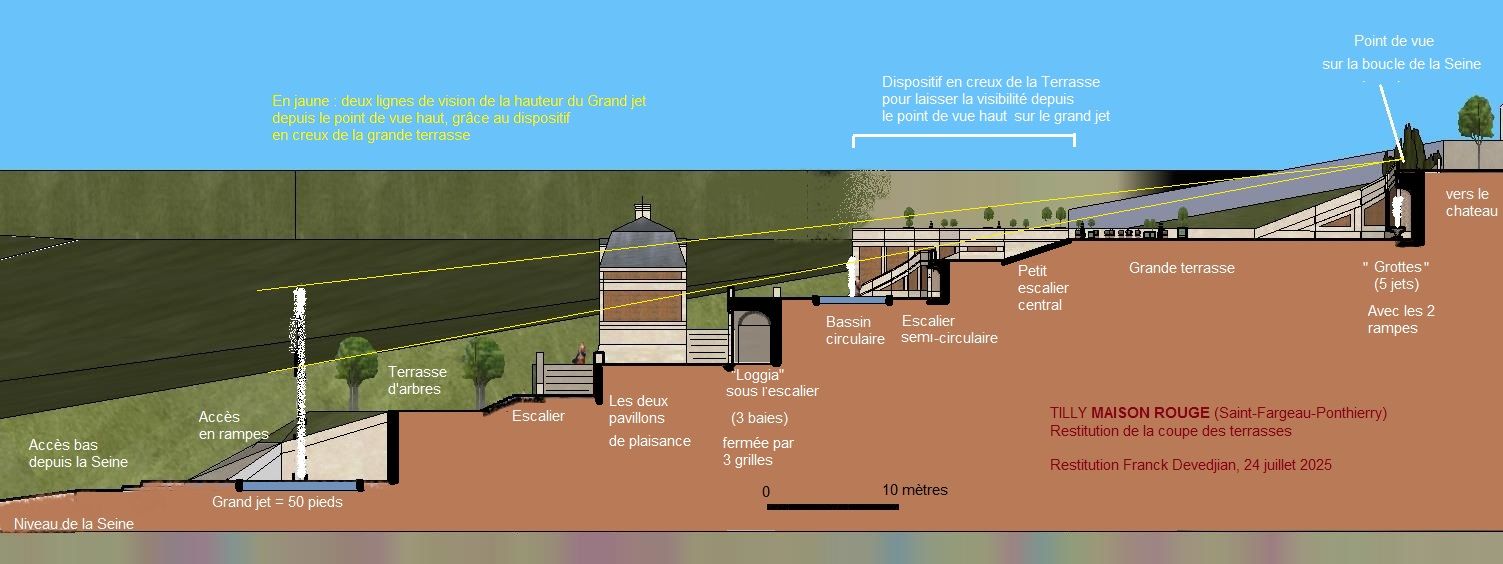
Restitution de la coupe des Grottes et escaliers du château de Maison-Rouge, début XVIIe siècle

La restitution 3D inédite du domaine ainsi que les images en découlant permettent de se rendre mieux compte de la perception de l'échelle du site historique, dont la vue sur les lointains (et les boucles de la Seine) était le principal attrait, de la même manière que la vue que l'on avait à Saint-Germain-en-Laye.
Le château était sur la plaine haute. Pour rejoindre les Grottes, il fallait emprunter un espace tout plat orné d'arbres et de pelouse, un espace végétal tout simple. La surprise venait quand on s'approchait de la balustrade pour découvrir le spectacle des Grottes et de la Seine. Alors, depuis le haut des Grottes, la vue était spectaculaire, et l'on découvrait le haut du jet d'eau central de 50 pieds de haut ; les deux pavillons de plaisance de part et d'autre ; et surtout la Seine coulant au pied de la coline. Le fleuve faisait d'ailleurs une grande boucle au niveau de Maison-Rouge, d'où le choix du site, un peu comme la grande boucle du château de Bellevue à Meudon, ou également comme au château de Migneaux situé entre Poissy et Villennes.
On descendait par deux rampes cintrées à la grande terrasse, qui devait servir de parterre d'Orangerie, bien qu'il n'y ait pas de bâtiment du même nom à cet endroit. Mais cet espace étant le principal point de vue et espace grandiose du lieu, il ne pouvait servir à autre chose qu'un grand parterre du type Orangerie, avec pots alignés pour donner un effet de profusion, qui voulait évidemment rappeler les jardins suspendus de Sémiramis à Babylone. L'ensemble du complexe architectural de Maison-Rouge était une réduction de celui du château-neuf de Saint-Germain-en-Laye, prenant exemple sur le sanctuaire antique de Préneste en Italie, ainsi que les jardins Farnèse, à Rome.

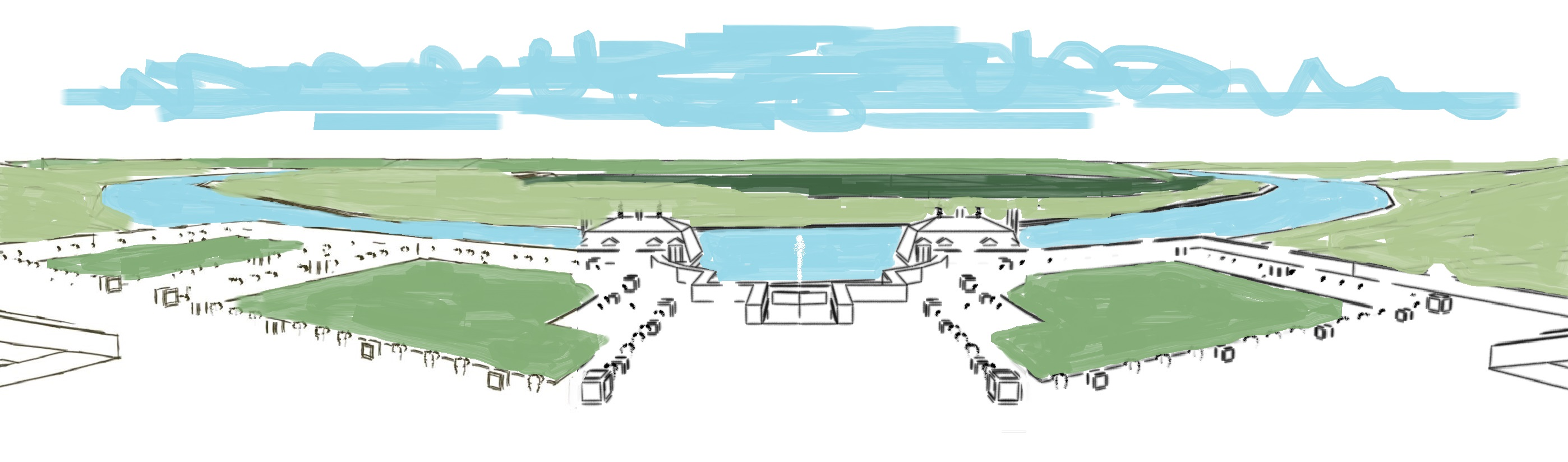
Schéma de la vue depuis le haut des Grottes sur la boucle de la Seine au château de Tilly Maison-Rouge, XVIIe siècle

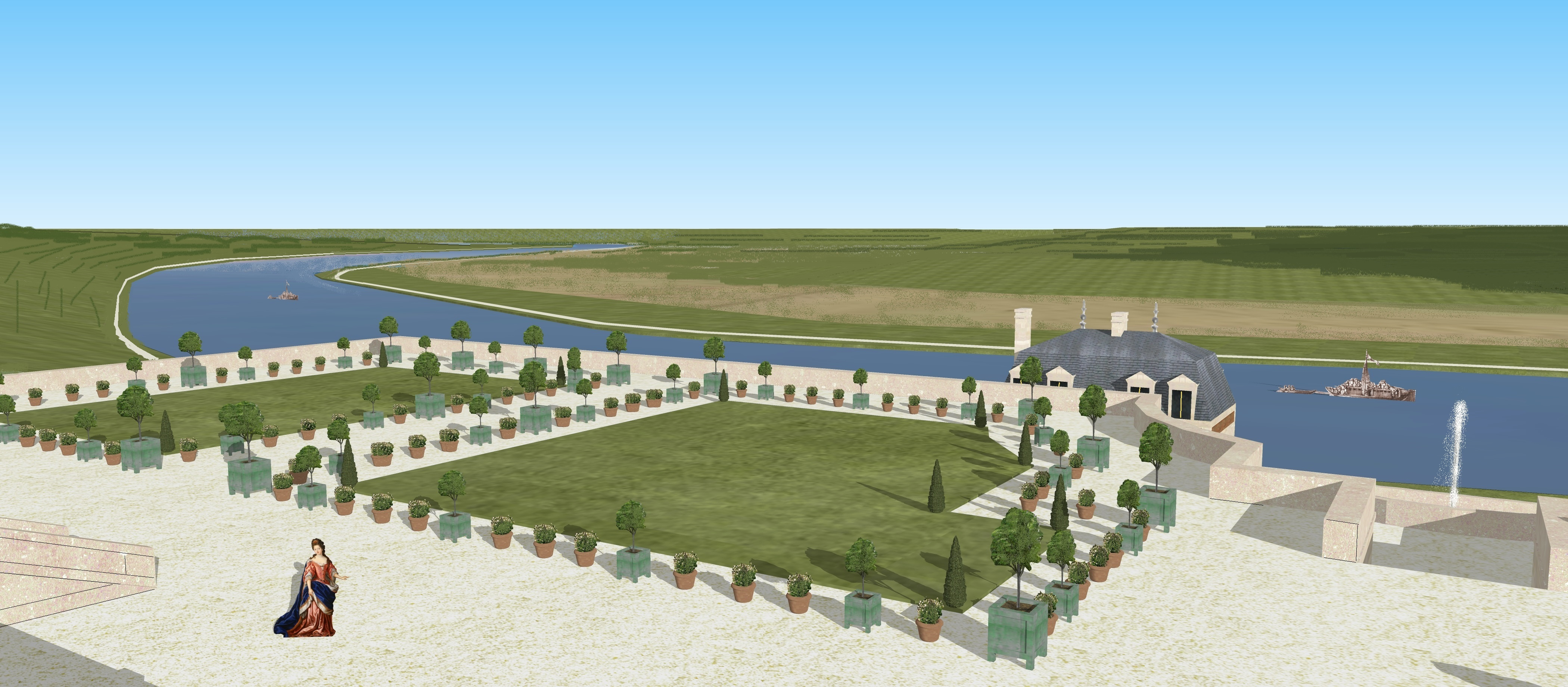
Schéma de la vue sur la boucle de la Seine en regardant vers le nord, Château de Maison-Rouge (77)
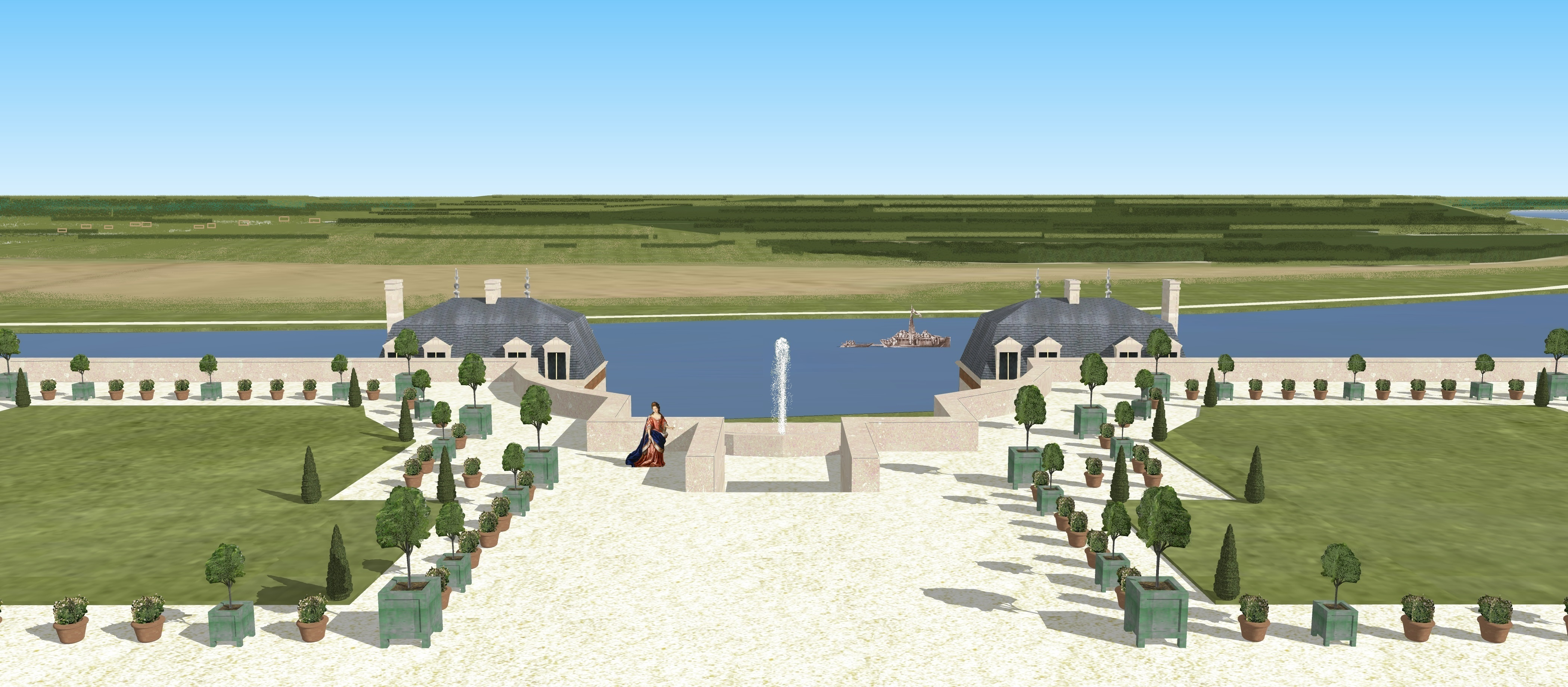
Restitution de la vue sur la Seine depuis le haut des Grottes du château de Tilly Maison-Rouge (77), XVIIe siècle
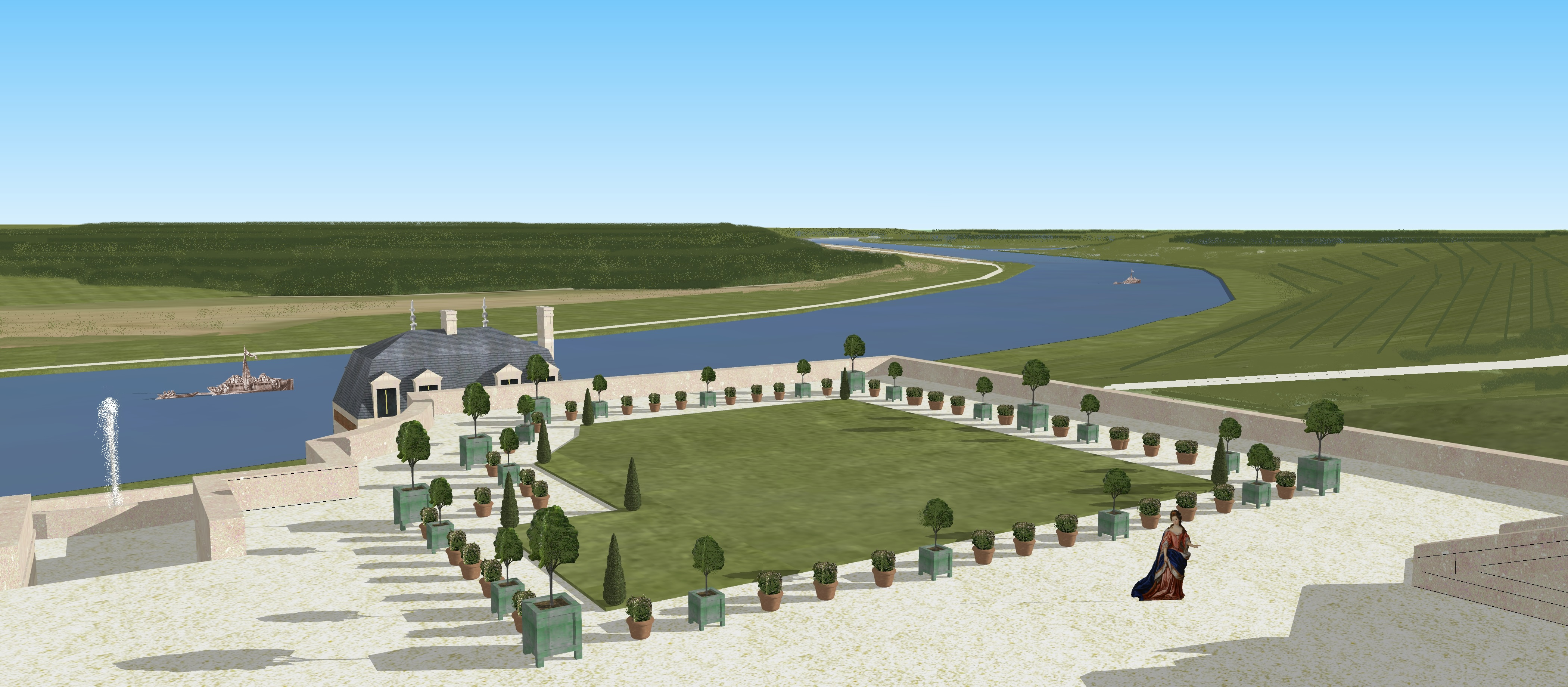
Schéma de la vue sur la boucle de la Seine en regardant vers le sud, Château de Maison-Rouge (77)

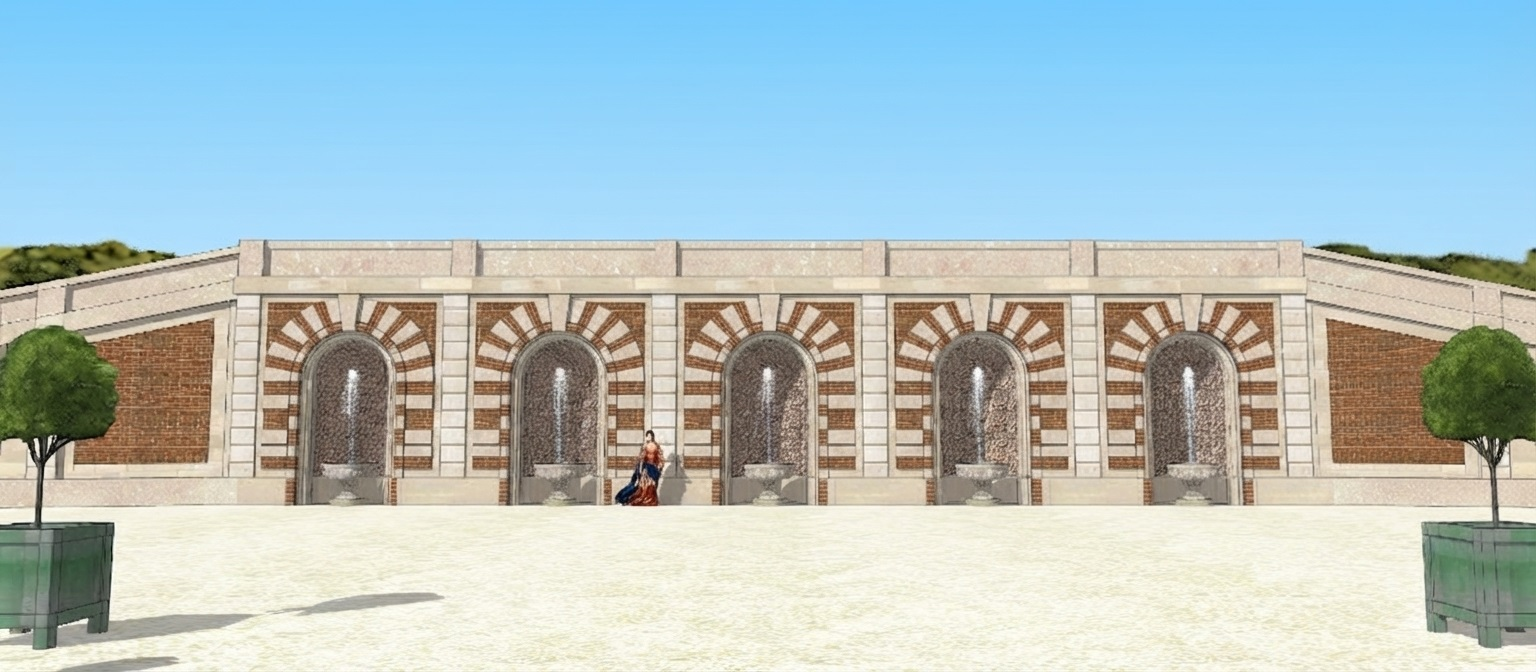
Restitution des Grottes du château de Tilly Maison-Rouge à Saint-Fargeau-Ponthierry, début XVIIe siècle
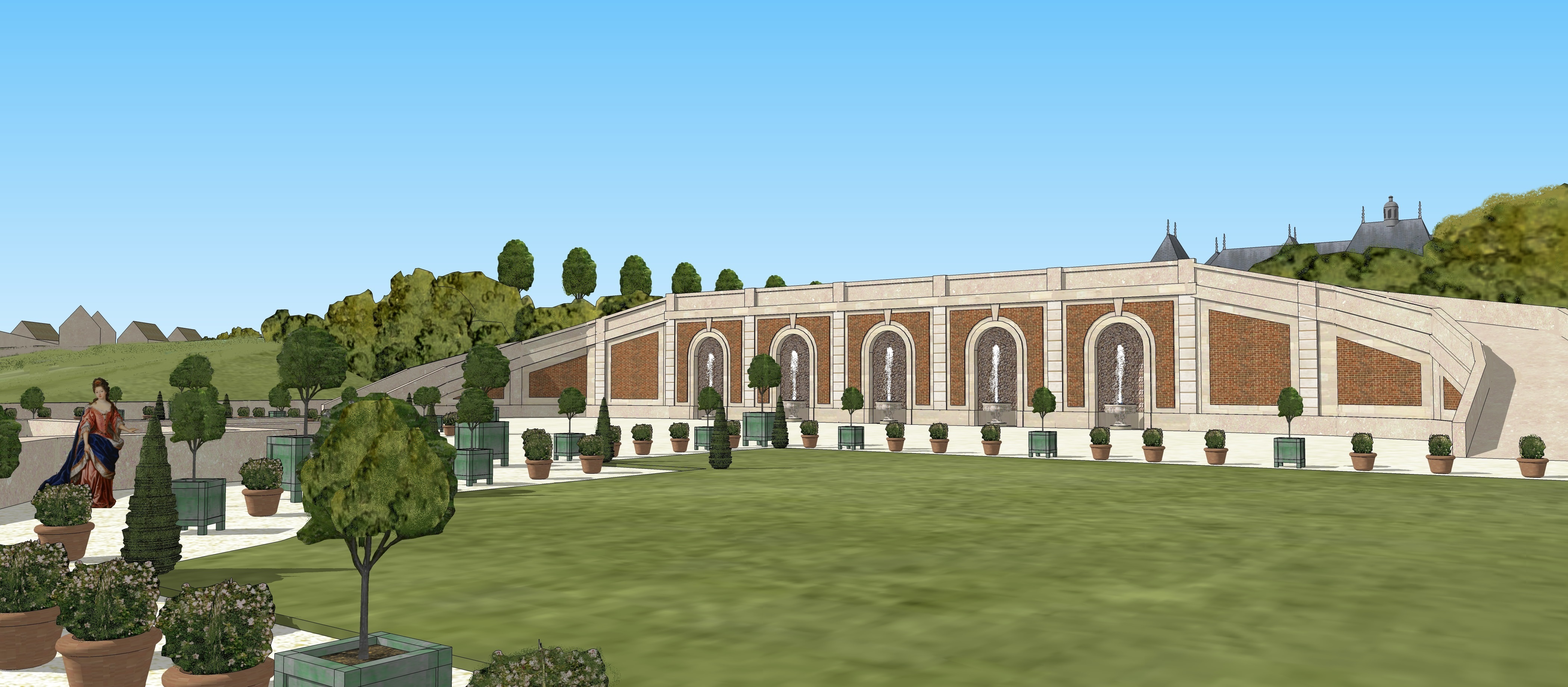
Restitution de la vue de biais des Grottes de Tilly Maison-Rouge, première moitié du XVIIe siècle

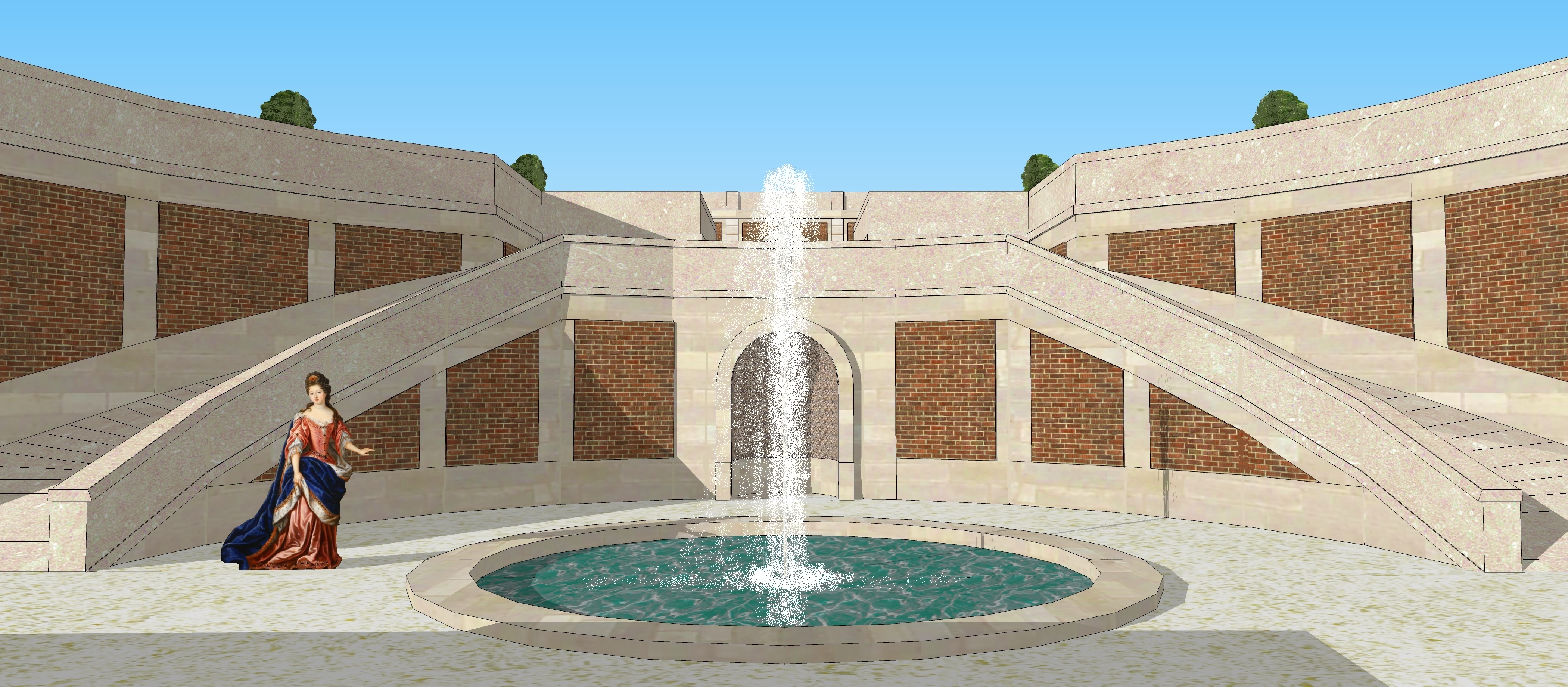
Schéma de l'escalier demi-circulaire du château de Tilly Maison-Rouge, première moitié XVIIe siècle
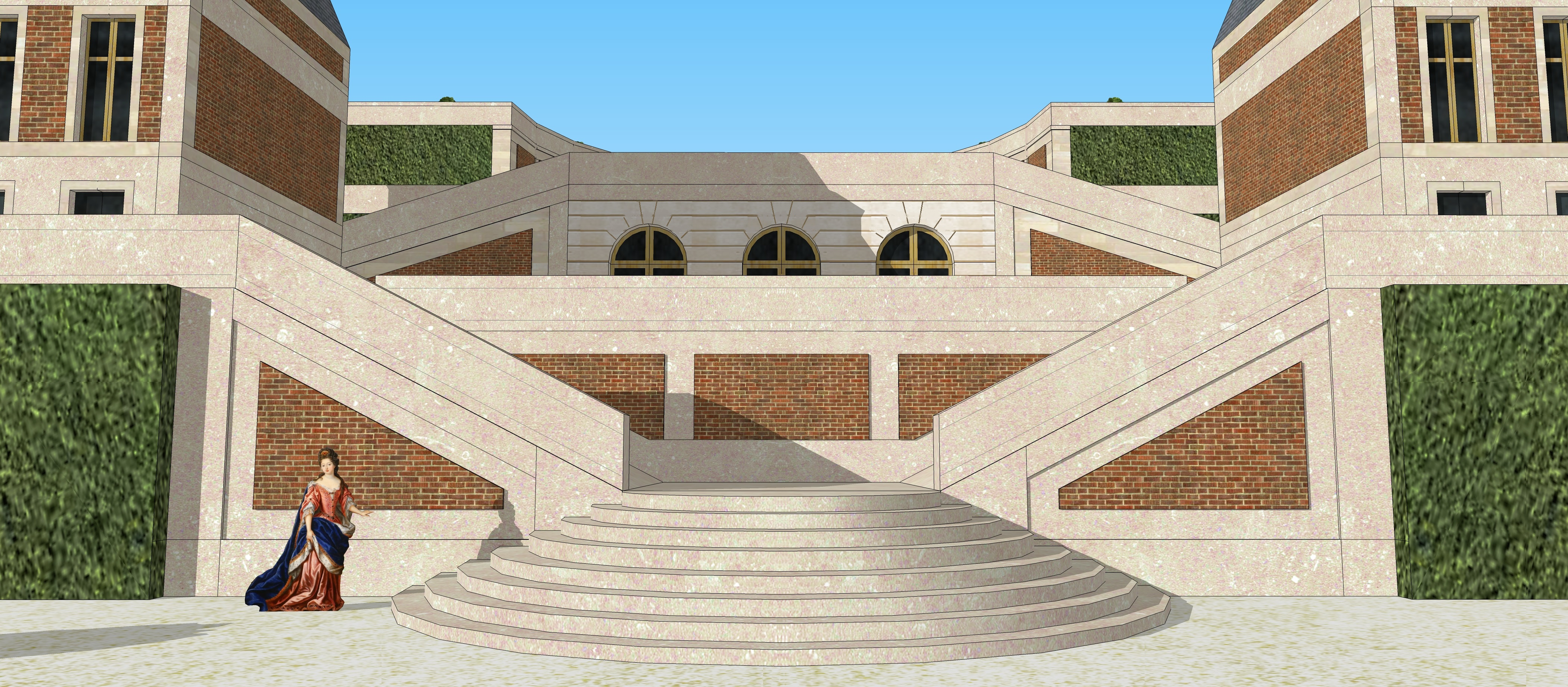
Schéma des escaliers menant aux Grottes du château de Maison-Rouge, début XVIIe